# Jackson Kenio Santos Laurentino
Jackson Kenio Santos Laurentino, noto anche come Jackson (Santana do Ipanema, 24 aprile 1999), è un calciatore brasiliano, centrocampista del Riga FC.

## Carriera
Il 10 luglio 2023 viene acquistato a titolo definitivo per 400.000 euro dalla squadra turca dell'İstanbulspor.

## Statistiche

### Presenze e reti nei club
Statistiche aggiornate al 17 febbraio 2024.
| Stagione        | Squadra         | Campionato      | Campionato | Campionato | Coppe nazionali | Coppe nazionali | Coppe nazionali | Coppe continentali | Coppe continentali | Coppe continentali | Altre coppe | Altre coppe | Altre coppe | Totale | Totale |
| Stagione        | Squadra         | Comp            | Pres       | Reti       | Comp            | Pres            | Reti            | Comp               | Pres               | Reti               | Comp        | Pres        | Reti        | Pres   | Reti   |
| --------------- | --------------- | --------------- | ---------- | ---------- | --------------- | --------------- | --------------- | ------------------ | ------------------ | ------------------ | ----------- | ----------- | ----------- | ------ | ------ |
| 2017            | ABC             | B               | 2          | 0          | CB              | 0               | 0               | -                  | -                  | -                  | -           | -           | -           | 2      | 0      |
| 2018            | ABC             | C+CP            | 0+1        | 0          | CB              | 0               | 0               | -                  | -                  | -                  | -           | -           | -           | 1      | 0      |
| Totale ABC      | Totale ABC      | Totale ABC      | 2+1        | 0          |                 | 0               | 0               |                    | -                  | -                  |             | -           | -           | 3      | 0      |
| gen.-apr. 2019  | Vorwärts Steyr  | EL              | 5          | 0          | CA              | 0               | 0               | -                  | -                  | -                  | -           | -           | -           | 5      | 0      |
| 2020-2021       | Egnatia         | KP              | 20         | 3          | CA              | 2               | 1               | -                  | -                  | -                  | -           | -           | -           | 22     | 4      |
| 2021-2022       | Egnatia         | KS              | 32+1       | 3+1        | CA              | 5               | 0               | -                  | -                  | -                  | -           | -           | -           | 38     | 4      |
| 2022-2023       | Egnatia         | KS              | 31         | 7          | CA              | 8               | 3               | -                  | -                  | -                  | -           | -           | -           | 39     | 10     |
| Totale Egnatia  | Totale Egnatia  | Totale Egnatia  | 83+1       | 13+1       |                 | 15              | 4               |                    | -                  | -                  |             | -           | -           | 99     | 18     |
| 2023-2024       | İstanbulspor    | SL              | 25         | 1          | CT              | 0               | 0               | -                  | -                  | -                  | -           | -           | -           | 25     | 1      |
| Totale carriera | Totale carriera | Totale carriera | 115+1      | 14+1       |                 | 15              | 4               |                    | -                  | -                  |             | -           | -           | 131    | 19     |

## Palmarès

### Club

#### Competizioni nazionali
- Kategoria e Parë: 1

Egnatia: 2020-2021
- Coppa d'Albania: 1

Egnatia: 2022-2023